# Epimetopus inaequalis
Epimetopus inaequalis (лат.) — вид жуков рода Epimetopus из семейства Epimetopidae. Эквадор и Перу.

## Описание
Водные жуки мелкого размера, вытянутой формы, слабо выпуклые. Длина тела около 1,5 мм. Голова чёрная, дорзум коричневый до красновато-коричневого, вентер и тазики темно-коричневые, максиллярные щупики коричневые. Габитус этого вида очень похож на габитус некоторых других представителей группы E. costatus.
Сверху имеют грубо гранулированный дорзум, с выступающими удлиненными гранулами, соединяющими довольно крупные точки надкрылий; отличается строением эдеагуса, который у этого вида сравнительно простой. Срединная доля заострена на вершине как у E. simplex. Однако парамеры у двух видов сильно различаются, заостренные на вершине у E. inaequalis и намного длиннее средней доли. Углубления передних тазиков закрытые сзади; метастернум с однообразной скульптурой, без отграниченной гладкой области. Пронотум нависает над головой в виде выступа. Усики состоят из 9 антенномеров. Глаза крупные. Лапки 5-члениковые.

## Таксономия
Вид был впервые описан в 2012 году в ходе родовой ревизии, проведённой американским колеоптерологом Филипом Перкинсом и назван E. inaequalis  в связи с неравной длиной срединной доли и парамеров.